# Wayne Brady
Wayne Alphonso Brady (Orlando, 2 de junho de 1972) é um ator, cantor, comediante e apresentador de televisão estadunidense, mais conhecido por sua atuação no game-show Whose Line Is It Anyway?. Ele foi o anfitrião no programa de entrevistas The Wayne Brady Show, o anfitrião original de Don't Forget the Lyrics! na Fox, e atualmente recepciona Let's Make a Deal.

## Vida pessoal
Em agosto de 2023, Wayne revelou ser pansexual.

## Filmografia
- In the Heat of the Night (1993) - Henry Ulmer
- Kwik Witz (1997–1999) - Ele Mesmo
- Whose Line Is It Anyway? (1998–2006) - Ele Mesmo, Palestrante
- Batman Beyond (2000) - Micron
- Geppetto (2000)
- Miss America (2002) - Ele Mesmo, Apresentador
- Clifford's Really Big Movie (2004) - Shackelford
- Going to the Mat (2004) - Mason Wyatt
- "Chappelle's Show" (2004) - Ele Mesmo
- Roll Bounce (2005)
- Stargate SG-1 (8x13 It's Good to be King) (2005) - Trelak
- Everybody Hates Chris (2006) - Louis
- Stuart Little 3: Call of the Wild (2006)
- Crossover (2006)
- Shorty McShorts' Shorts (2006) - Cameron (voz; 3 episódios)
- How I Met Your Mother (2006, 2007, 2010, 2011,2013,2014) - James Stinson
- The List (2007)
- 30 Rock (2007) - Steven Black
- Dirt (2007) - Ele Mesmo
- Sci vs Fi: Mass Effect (2008) - Ele Mesmo
- The Legend of Spyro: Dawn of the Dragon  (2008) - Sparx
- Don't Forget the Lyrics! (2007–2009) - Ele Mesmo, Apresentador
- Let's Make a Deal (2009-) Ele Mesmo, Apresentador
- Foodfight! (não lançado) - Daredevil Dan (voz)
- Fast and Loose (2011) - Ele Mesmo
- Are We There Yet? (2011)
- Drew Carey's Improv-A-Ganza (2011) - Ele Mesmo

## Discografia

### Álbuns
| Ano  | Detalhes do álbum                                  | Posições nas paradas | Posições nas paradas | Posições nas paradas |
| Ano  | Detalhes do álbum                                  | US                   | US R&B               | US Heat              |
| ---- | -------------------------------------------------- | -------------------- | -------------------- | -------------------- |
| 2008 | A Long Time Coming - Gravadora: Peak/Concord Music | 157                  | 20                   | 2                    |
| 2011 | Radio Wayne - Gravadora: Walt Disney               | -                    | -                    | -                    |

### Singles
- "Ordinary" (2008) - Wayne Brady
- "Beautiful" (2005) - Wayne Brady, acompanhado no piano por Jim Brickman
- "Don't Stop" (2005) - Jamie Jones, Wayne Brady e William Carthright
- "Unsung Heroes" (2004) - Wayne Brady
- "F.W.B." (2009) - Wayne Brady
- "The Weekenders Theme Song" (2000) - Wayne Brady